# سیپتس
سیپتس (به بلغاری: Sipets) یک منطقهٔ مسکونی در بلغارستان است که در شهرستان ژبل واقع شده‌است.